# RhB ABe 4/4 I

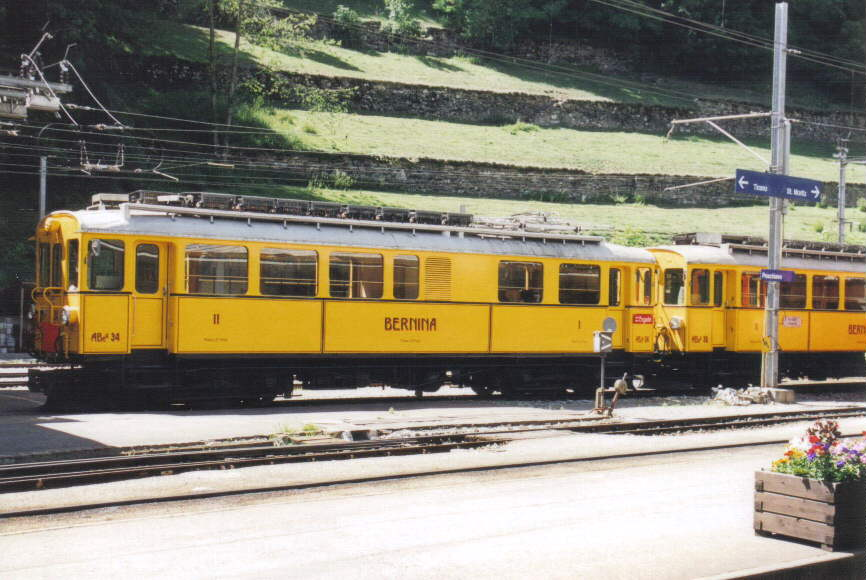
Les ABe 4/4 I 34 et 30

Les ABe 4/4 I sont des automotrices du chemin de fer de la Bernina, aujourd'hui partie intégrante des chemins de fer rhétiques numérotées 30 à 38 (motrice trenta). Construites de 1908 à 1911, elles furent modifiées de 1946 à 1953.

## Les automotrices du chemin de fer de la Bernina (BB)

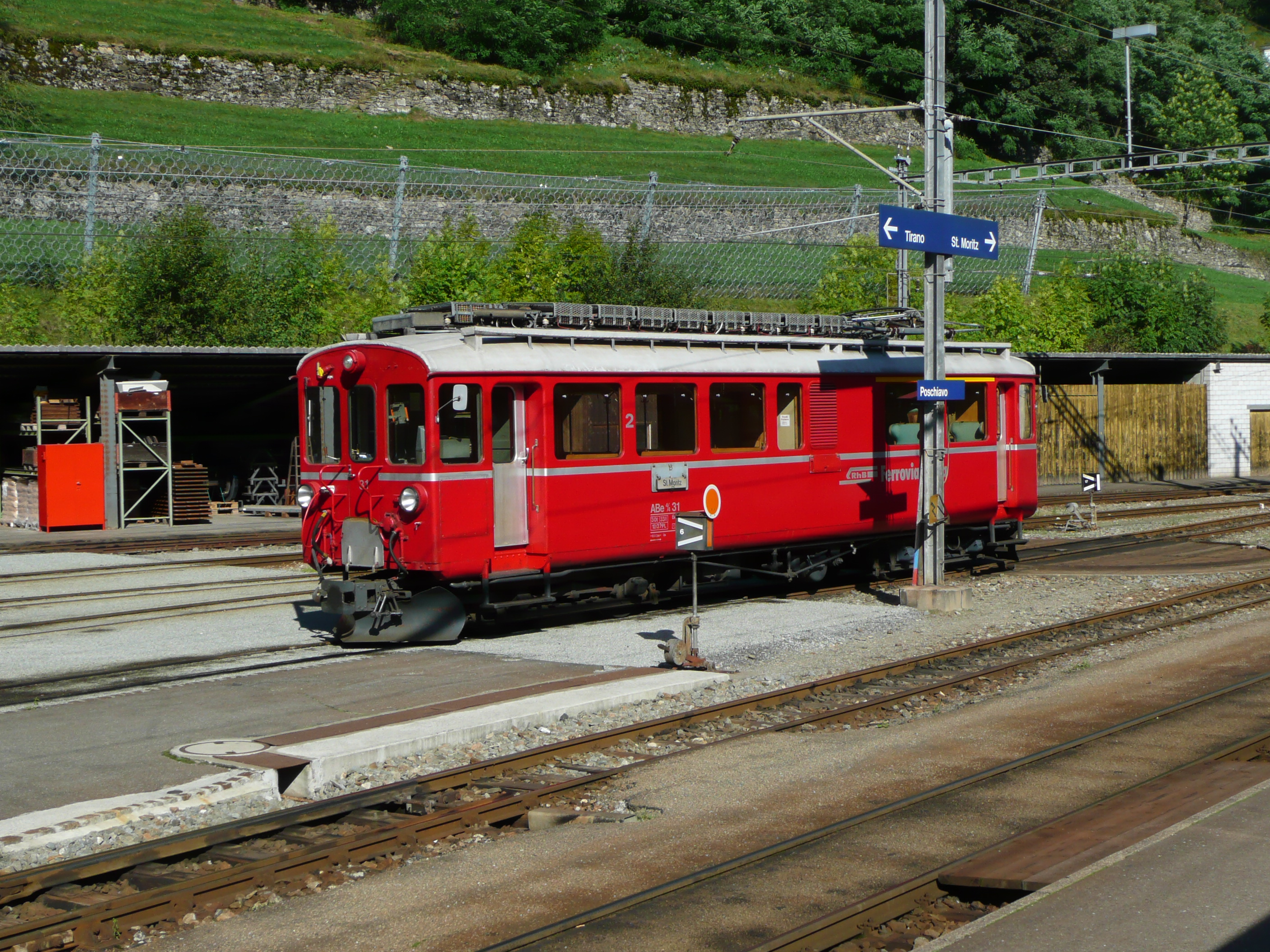
ABe 4/4 I Nr. 31 devant le dépôt de Poschiavo

Le chemin de fer de la Bernina, ouvert en 1908, commanda à SIG et Alioth un ensemble de 17 automotrices réparties en deux séries.
Les BCe 4/4 de la première série mesuraient 13,93 m de long et comportaient 12 places de deuxième classe et 31 places de troisième classe. Les automotrices BCFe 4/4 21 à 23 de la deuxième série mesuraient 14,33 m de long et comportaient un compartiment à bagages à la place de sept des places de troisième classe (ce compartiment comportait toutefois sept strapontins). Les types étaient à l'origine notés BCe4 respectivement BCFe4.
L'équipement électrique était identique sur tous les véhicules, avec une puissance de 220 kW à 22 km/h.
Ces automotrices contrastaient avec les matériels verts et gris contemporains, de par leur livrée jaune, leurs marquages rouge foncé et leurs plaques de destination rouge vif. La n°13 fut renumérotée n°15 en 1921 en raison de la superstition de certains voyageurs.

## Modification par les RhB
En 1943, les RhB reprirent le chemin de fer de la Bernina et son matériel roulant. Avec 35 années de service, celui-ci n'était pas en fin de vie, mais ses performances laissaient à désirer. On renonça pour des raisons financières à acheter de nouvelles automotrices ; à la place les RhB commencèrent à moderniser le matériel existant dans les ateliers de Landquart et Poschiavo.
Les résistances de démarrage et de freinage, jusqu'alors montées sous le châssis furent déplacées sur le toit.  Les lyres de prise de courant furent remplacées par des pantographes en losange.
Neuf automotrices reçurent un équipement électrique entièrement nouveau ; la puissance passa à 395 kW, et 440 kW par la suite. Cela permit d'augmenter la masse maximale remorquée de 20 t à 40 t et la vitesse maximale de 45 km/h à 55 km/h. Les véhicules modifiés furent numérotés 30 à 38 (voir tableau).
Le chemin de fer d'Arosa, électrifié en 2200 V continu et également absorbé par les RhB pendant la Deuxième guerre mondiale, disposait de six automotrices, ce qui était insuffisant pour le service des sports d'hiver. Comme les périodes de pointe de la ligne de la Bernina se situaient en été, il était possible d'envoyer quelques automotrices à Coire en hiver.
Dans ce but, les ABe 4/4 31 à 34 furent transformées en engins bi-tension, par l'installation d'un nouvel équipement électrique , freinage à récupération et des moteurs Sécheron plus puissants, ainsi que du frein à air comprimé pour les automotrices, le train restant freiné au frein à vide. Une cinquième automotrice , la n° 30, fut transformée en 1953. Le type de circuit de puissance utilisé  permit ultérieurement la commande en unités multiples.
Les engins n° 35 à 38, ont reçu un équipement mono-tension avec un contrôleur Oerlikon et sans compresseur. L'absence d'équipement bi-tension permit d'obtenir une puissance plus élevée.
Les huit autres engins conservèrent leur ancien équipement et leurs numéros. Leur puissance put toutefois être augmentée à 350 kW par une meilleure aération des moteurs de traction.
Lors de la suppression de la 3e classe en 1956, les BCe 4/4 devinrent ABe 4/4, et les BCFe 4/4 devinrent ABFe 4/4 (puis ABDe 4/4 dès 1961).

## Déclin et réforme
Depuis 1988-90, avec la mise en service des ABe 4/4 III, l'utilisation de ces anciennes automotrices en service voyageurs a fortement diminué. Elles circulaient toutefois régulièrement en été notamment sur le train 1642. Depuis la mise en service des Allegra début 2010, elles n'assurent plus de service régulier.
Cinq exemplaires étaient encore en service en juin 2010 :
- les deux automotrices historiques jaunes 30 et 34,
- et trois automotrices de travaux Xe 4/4 9922–24.

## Livrées

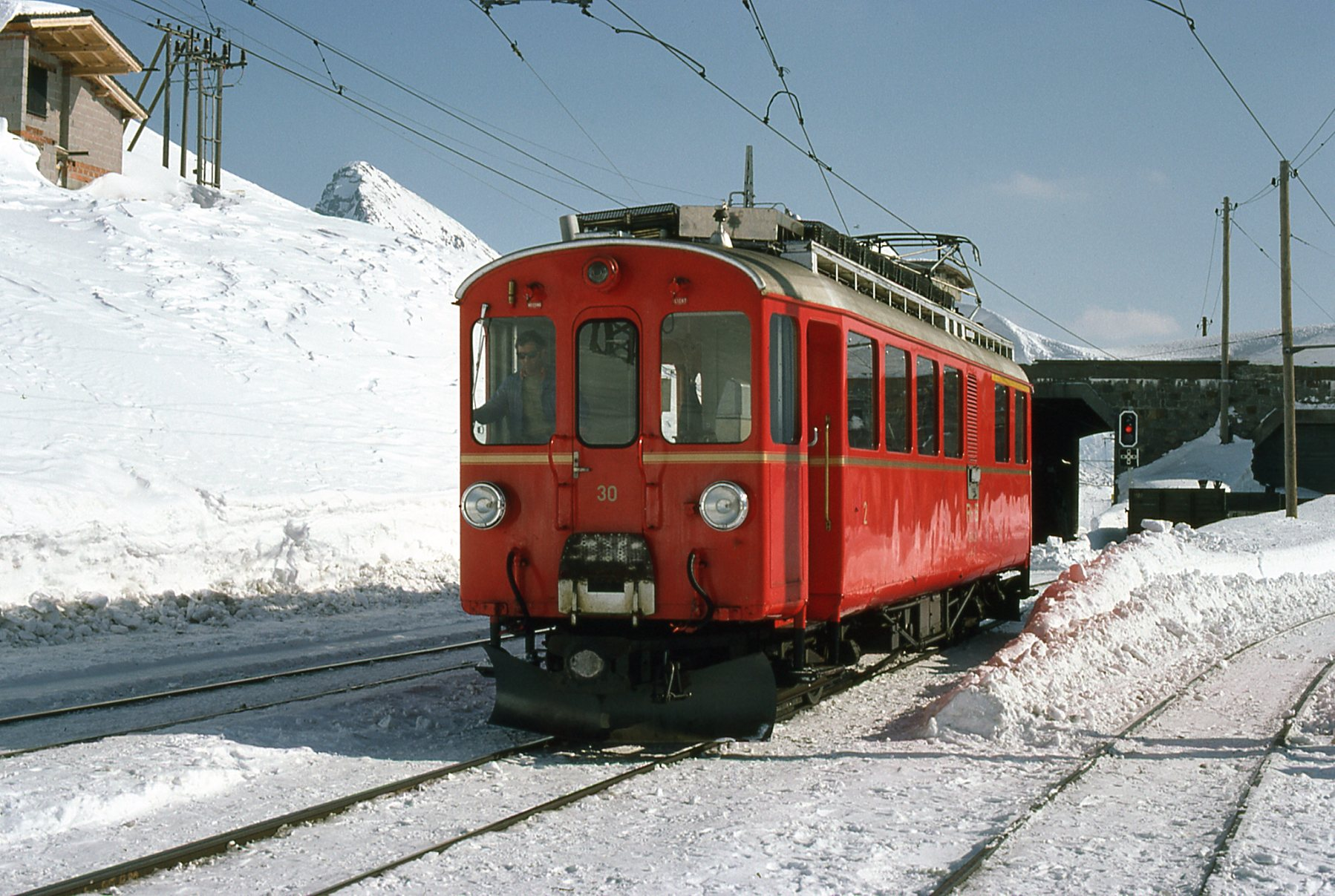
ABe 4/4 I Nr. 30 en gare d'Ospizio Bernina

Les automotrices sont entrées en service sur le chemin de fer de la Bernina avec une livrée jaune. Après la fusion avec les RhB, elles furent repeintes en vert foncé et crème, à la fin des années 1950 certaines étaient entièrement vertes. Quelques-unes conservèrent cette livrée jusqu'à leur réforme, les autres furent repeintes en rouge dans les années 1960.
Les n° 30 et 34 furent repeintes en jaune respectivement en 2000 et 2001 et restaurées pour les rapprocher extérieurement de leur état d'origine. Elles circulent sur des trains spéciaux ainsi que lors des pointes estivales, accompagnées des voitures C 114 et BC 110, restaurées par le Club 1889 sur le même principe que les automotrices.

## Liste
| Liste des ABe 4/4 I et ABDe 4/4 des chemins de fer rhétiques (ex- chemins de fer de la Bernina) |                 |                |                |                |           |               |        |         | |                                                                           |
| Numéro d'origine                                                                                | Mise en service | Transformation | Nouveau numéro | Dernier numéro | Livrée    | Livrée        | Livrée | Livrée  | Remarques | État                                                                      |
| Numéro d'origine                                                                                | Mise en service | Transformation | Nouveau numéro | Dernier numéro | jaune     | vert et crème | vert   | rouge   | Remarques | État                                                                      |
| 1                                                                                               | 1908            | 1947           | 31             | 31             | 1908      | 1947          | 1959   | 1963    | | réformée en 2009, détruite                                                |
| 2                                                                                               | 1908            | 1946           | 32             | 32             | 1908      | 1946          | 1957   | 1965    | | réformée en 2009, détruite                                                |
| 3                                                                                               | 1908            |                |                | 3              | 1908      | 19..          | 1957   | -       | | réformée en 1969, détruite                                                |
| 4                                                                                               | 1908            | 1947           | 34             | 34             | 1908 2001 | 1947          | -      | 1962    | restaurée en 2001, jaune | En service                                                                |
| 5                                                                                               | 1908            | 1946           | 33             | 33             | 1908      | 1946          | 1956   | -       | Brûlée le 8. Mai 1962 à Alp Grüm                                                                                                  | réformée en 1962, détruite                                                |
| 6                                                                                               | 1908            |                |                | 9921           | 1908      | -             | -      | 1960    | 1960 : véhicule de service Xe 4/4 9921, brun-rouge                                                                                | réformée en 1969, détruite                                                |
| 7                                                                                               | 1908            |                |                | 7              | 1908      | 19..          | 1957   | -       | | réformée en 1965, détruite                                                |
| 8                                                                                               | 1908            |                |                | 8              | 1908      | 19..          | -      | -       | | réformée en 1967, détruite                                                |
| 9                                                                                               | 1908            | 1953           |                | 9920           | 1908      | -             | 1953   | 1964/90 | 1951 : endommagée par une avalanche, reconstruite sous forme de véhicule de service Xe 4/4                                        | réformée en 1998, détruite                                                |
| 10                                                                                              | 1908            | 1949           | 35             | 35             | 1908      | 1949          | -      | 1962    | | réformée en 2010; vendue au Chemin de fer-musée Blonay-Chamby, en service |
| 11                                                                                              | 1909            |                |                | 11             | 1909      | 19..          | -      | 1964    | | réformée en 1976, détruite                                                |
| 12                                                                                              | 1909            | 1951           | 37             | 9923           | 1909      | 1951          | 1957   | 1965    | 1997 : transformée en Xe 4/4 9923, en réserve à Poschiavo, orange                                                                 | détruite en janvier 2015                                                  |
| 13                                                                                              | 1909            |                |                | 15             | 1909      | 19..          | -      | -       | 1921 : renumérotée 15 | réformée en 1969, détruite                                                |
| 14                                                                                              | 1909            | 1950           | 36             | 9924           | 1909      | 1950          | -      | 1963    | 1998 : transformée en Xe 4/4 9924, en réserve à Pontresina, orange                                                                | réformée en 2012, détruite                                                |
| 21                                                                                              | 1911            | 1949           | 38             | 9922           | 1911      | 1948          | -      | 1962    | Compartiment fourgon conservé, désignation ABDe 4/4 1992 : transformée en Xe 4/4 9922, service de la caténaire à Poschiavo, jaune | En service                                                                |
| 22                                                                                              | 1911            | 1953           | 30             | 30             | 1911 2000 | 1953          | -      | 1966    | Compartiment fourgon supprimé en 1953, restaurée en 2000, jaune                                                                   | En service                                                                |
| 23                                                                                              | 1911            |                |                | 23             | 1911      | 1948          | 1956   | -       | Compartiment fourgon supprimé en 1956                                                                                             | réformée en 1969, détruite                                                |

1. 1 2 3 4 5  Bi-tension 1000 V/2200 V =, utilisable sur la ligne d'Arosa jusqu'en 1997